# Springfield (Nebraska)
Springfield es una ciudad ubicada en el condado de Sarpy en el estado estadounidense de Nebraska. En el Censo de 2010 tenía una población de 1529 habitantes y una densidad poblacional de 858,07 personas por km².

## Geografía
Springfield se encuentra ubicada en las coordenadas 41°5′9″N 96°8′0″O / 41.08583, -96.13333. Según la Oficina del Censo de los Estados Unidos, Springfield tiene una superficie total de 1.78 km², de la cual 1.78 km² corresponden a tierra firme y (0%) 0 km² es agua.

## Demografía
Según el censo de 2010, había 1529 personas residiendo en Springfield. La densidad de población era de 858,07 hab./km². De los 1529 habitantes, Springfield estaba compuesto por el 95.81% blancos, el 0.65% eran afroamericanos, el 0.13% eran amerindios, el 0.2% eran asiáticos, el 0% eran isleños del Pacífico, el 0.46% eran de otras razas y el 2.75% pertenecían a dos o más razas. Del total de la población el 1.77% eran hispanos o latinos de cualquier raza.